# 榎本元吉
榎本 元吉（えのもと もとよし）は、戦国時代から江戸時代前期にかけての武将。毛利氏の家臣で、長州藩士。毛利輝元と秀就の重臣で、国元加判役や当職を務めた。父は大内氏と毛利氏に仕えた榎本賢忠。

## 生涯

### 輝元出頭人として
天文11年（1554年）、大内氏家臣の榎本賢忠の次男として生まれる。兄の元忠は早世したため、元吉が後継となった。
大内輝弘の乱後の永禄12年（1569年）12月5日、毛利元秋は市川経好と内藤就藤に対し、元吉に関して配慮を依頼している。
天正15年（1587年）に毛利輝元から「三郎兵衛尉」の官途名を与えられた。
天正16年（1588年）1月3日に100石、天正20年（1592年）3月1日には1000石を与えられ、この頃から輝元の側近として活動が見られるようになる。
文禄元年（1592年）から始まる文禄の役では、輝元の側近として元吉も朝鮮に渡海した。
輝元が朝鮮から帰国した文禄2年（1593年）8月以降、毛利氏の中央行政は、榎本元吉・佐世元嘉・二宮就辰・堅田元慶・張元至の5人の輝元出頭人が担うようになり、例えば元吉は同年8月20日に真如寺の跡目の裁判を輝元に任されている。この5人は様々な出自や経歴を持つ人物たちで、出自や家格にとらわれず能力評価に基づいて人材登用を図る輝元の姿勢が窺え、元吉は文禄5年（1596年）5月12日、従五位下・中務大輔に任官し、豊臣姓を与えられた。
慶長2年（1597年）末以降、輝元が五大老として上方へ常駐するようになったことに伴って、輝元出頭人からは榎本元吉・二宮就辰・堅田元慶、組頭の代表として安国寺恵瓊・福原広俊が輝元に従って上京した。また、同年に元吉の所領であった長門国阿武郡の替地として、周防国佐波郡上右田村344石4斗余りを宛がわれる。なお、阿武郡の替地は宛がわれた所領の内の300石分。その他、年々不作である126石余の地も共に与えられ、開墾後は相当の役目を果たすこととなる。

### 長州藩時代
関ヶ原の戦い後の慶長5年（1600年）11月2日、元吉は堅田元慶と福原広俊との連署で、吉川広家・天野元政・毛利元康・繁沢元氏・天野元嘉・吉田元重ら毛利氏家臣への給地の打渡注文を発給している。
慶長10年（1605年）12月14日、同年の五郎太石事件の後に毛利氏家臣団や有力寺社の総勢820名が連署して毛利氏への忠誠や様々な取り決めを記した連署起請文において、80番目に「榎本中務太輔」と署名している。
江戸時代になると毛利氏の体制は、在国の輝元と在江戸（元和期以降は隔年在国）の秀就という二頭政治体制となり、毛利氏家臣団も国元に常駐する役職と、藩主に付き従う役職に分かれた。国元に常駐する役職として、藩主が国元を留守にしている間、藩主に代わって留守を守る国元加判役（留守居）があるが、関ヶ原の戦い以降の慶長期は一門の福原広俊と、輝元側近である井原元以・榎本元吉の3人が国元加判役を務めた。また、元和4年（1618年）から元和6年（1620年）4月まで当職を務めている。
元和元年（1615年）11月15日、周防国佐波郡の内の下徳地小古曾村807石6斗2升2合、同郡深谷村224石7斗2升6合、同郡伊賀地村16石6斗2升、周防国吉敷郡白松村663石3斗2升9合、吉敷郡由良村岐波浦288石8斗7升3合、以上合わせて2001石1斗7升の地を与えられたが、元和6年（1620年）9月5日には与えられた知行のうち1701石1斗7升を嫡男（次男）の就時に、300石を三男の就宣にそれぞれ譲っている。
元和5年（1619年）、輝元が上洛して徳川秀忠と謁見したが、この時輝元は病にかかっており、曲直瀬玄朔の薬を服用した上で幕臣らに手を引かれて辛うじて秀忠に謁見する事ができた。輝元の病状を見た秀忠は早く輝元を帰国させて養生させるよう毛利秀就と毛利秀元に勧めた。帰国後も輝元は健康がすぐれなかったが、元吉が献上した霊薬により輝元の病状は回復した。また、寛永元年（1624年）9月1日から輝元は再び病にかかったが、この時も元吉の薬により10月の初めに回復した。
しかし、老齢だった輝元は寛永2年（1625年）4月27日に死去する。この時、江戸にいた毛利就隆は在国の元吉・毛利元景・益田元祥らに「輝元の死を知り落胆しているが、御方たちも同じであろう」という旨の書状を送っている。
寛永6年（1629年）1月29日、死去。享年76。子の就時が後を継いだ。
また、現在の山口県萩市大字北古萩にある県指定有形文化財の長寿寺十三重塔は、当職であった頃の元吉が長門国大津郡向津具の二尊院にあったものを、萩の屋敷に引き取って建てていたものと伝えられている。